# Aerolínea del Estado Mexicano
Mexicana de Aviación (Aerolínea del Estado Mexicano, S.A. de C.V.) ist eine 2023 gegründete staatliche mexikanische Fluggesellschaft. Sie ging aus der Mexicana de Aviación hervor, die 2010 den Flugbetrieb einstellte und 2023 von der Secretaría de la Defensa Nacional übernommen wurde.

## Geschichte
Die Gründung wurde am 18. Mai 2023 im Amtsblatt der Föderation bekannt gegeben.
Der erste Flug startete am 26. Dezember 2023 vom Flughafen Felipe Ángeles.

## Flugziele
Zu Beginn ihres Betriebs waren 15 Ziele innerhalb Mexikos geplant.

## Flotte

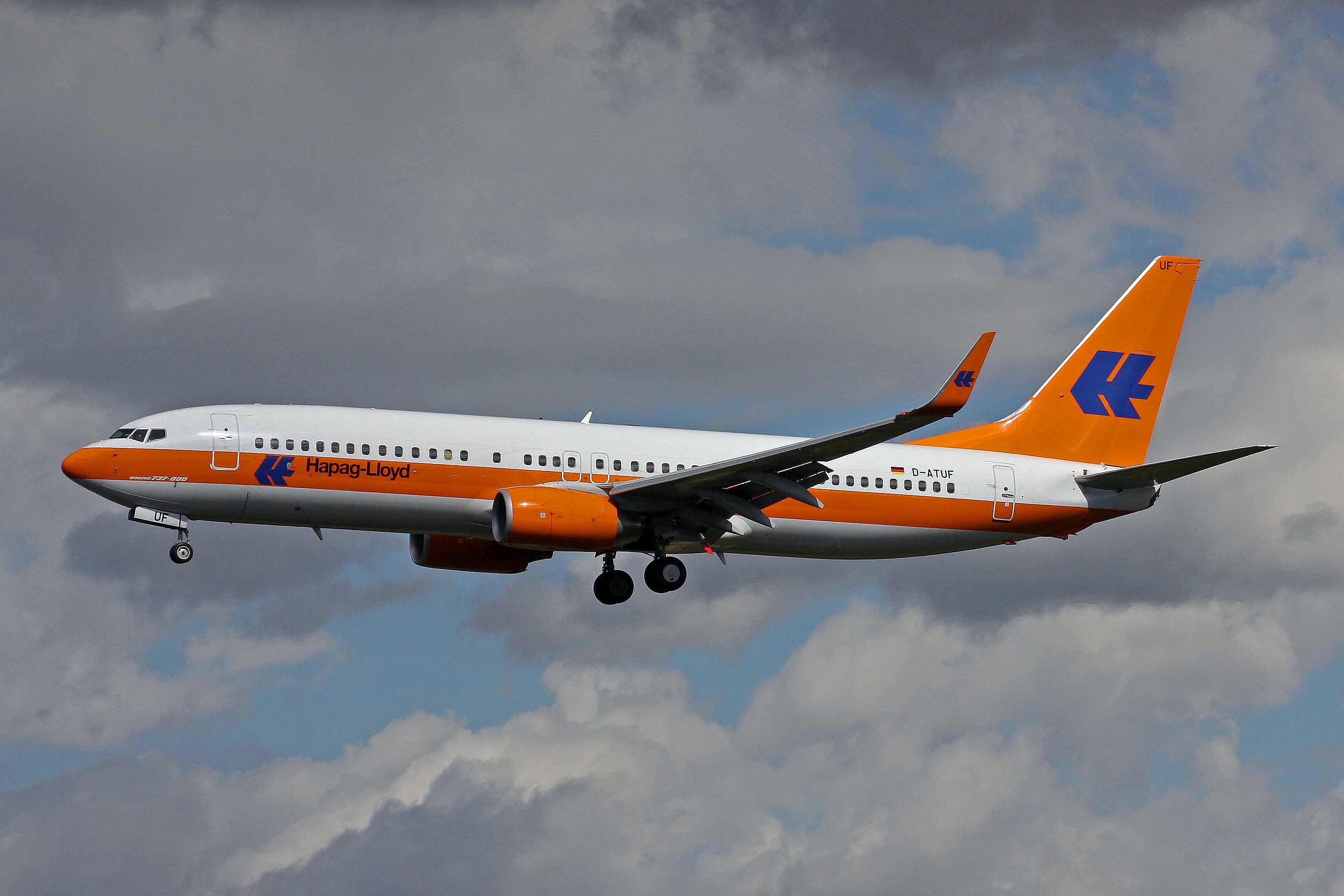
Eine 737-800 von Hapagfly, den Exemplaren ähnelnd, die von Mexicana für die Flotte erworben werden sollen.

Die Fluggesellschaft plante, den Betrieb am 1. Dezember 2023 mit einer Flotte von 10 Boeing 737-800 aufzunehmen, verfügte jedoch im Oktober 2023 noch nicht über ein gültiges Air Operator Certificate und hatte keine Boeing-Flugzeuge erhalten.

### Aktuelle Flotte
Mit Stand Juni 2024 besteht die Flotte der Mexicana aus fünf Flugzeugen mit einem Durchschnittsalter von 14,6 Jahren:
| Flugzeugtyp     | Anzahl | bestellt | Anmerkungen                                                        | Sitzplätze | Durchschnittsalter |
| --------------- | ------ | -------- | ------------------------------------------------------------------ | ---------- | ------------------ |
| Boeing 737-800  | 03     |          | mit Winglets ausgestattet; aus Beständen der Fuerza Aérea Mexicana |            | 8,0 Jahre          |
| Embraer ERJ-145 | 02     |          |                                                                    | 50         | 24,5 Jahre         |
| Embraer 190-E2  |        | 10       | Auslieferung ab 2025                                               | 108        |                    |
| Embraer 195-E2  |        | 10       | Auslieferung ab 2025                                               | 132        |                    |
| Gesamt          | 5      | 20       |                                                                    |            | 14,6 Jahre         |